# USS Puerto Rico (CB-5)
USS Puerto Rico (CB–5) był wielkim krążownikiem typu Alaska, którego budowa została przerwana przed ukończeniem okrętu. 
Był planowany jako piąty okręt swojego typu. Budowa „Puerto Rico” została zatwierdzona 19 lipca 1940, i jego konstrukcję rozpoczęto w New York Shipbuilding Corporation w Camden. Kontrakt został anulowany 24 czerwca 1943 roku.